# Мала Гропа
Мала Гропа — гірська річка в Україні у Хустському районі Закарпатської області. Ліва притока річки Озерянки (басейн Дунаю).

## Опис
Довжина річки приблизно 2,11 км, найкоротша відстань між витоком і гирлом — 2,08  км, коефіцієнт звивистості річки — 1,01 . Формується декількома струмками.

## Розташування
Бере початок на північно-східних схилах хребта Пишконя (1474,8 м).Тече переважно на північний схід і неподалік від Музею лісу і сплавувпадає у річку Озерянку (водосховище Клаузе), ліву притоку річки Тереблі.

## Цікаві факти
- Річка повністю тече в межах Національного природного парку «Синевир»[2].